# Lago del Toro
Il lago del Toro è un lago della provincia di Última Esperanza, nella Regione di Magellano e dell'Antartide Cilena, in Cile. Ha una profondità massima di circa 300 m e si estende su una superficie di 202 km². Il suo bacino imbrifero si estende anche in territorio argentino.